# Michael Freeman
Pour les articles homonymes, voir Freeman.
Michael Freeman, né le 9 janvier 1945, est un photographe, écrivain et journaliste britannique.

## Biographie
En 1978, Athènes, le premier livre qui lui attribue le titre de photographe, est publié dans une série de Time-Life intitulée The World's Great Cities (Les grandes villes du monde). Il est suivi de deux autres livres, Guardians of the North-West Frontier : The Pathans en 1982 et Wayfarers of the Thai Forest : The Akha en 1982, tous deux publiés dans la série Peoples of the Wild de Time-Life. Freeman travaille depuis longtemps avec le magazine Smithsonian et a photographié 40 reportages entre 1978 et 2008. L'une de ses principales spécialités est la culture, l'architecture et l'archéologie asiatiques. Il a photographié et écrit de nombreux livres sur ces sujets, dont cinq sur Angkor. Le premier d'entre eux, Angkor : The Hidden Glories, a été utilisé pour le tournage du film non verbal Baraka en 1992, et Freeman est l'un des huit acteurs du documentaire de 2008 qui l'accompagne, Baraka : A Closer Look.
Michael Freeman a notamment travaillé pour les magazines Smithsonian et GEO.
Il est l'auteur de plus de 120 livres sur la photographie et sur l'Asie du Sud-Est.
Il a reçu le prix Louis-Philippe-Clerc en 1990 du musée français de la photographie à Bièvres. Il a écrit et illustré les supports de cours de photographie pour l'Open College of the Arts, un établissement britannique indépendant d'enseignement à distance. Freeman est également enseignant dans le domaine de l'apprentissage en ligne avec Learning with Experts.

## Publications

### Photographie
- HDR Vers la maîtrise des contrastes extrêmes, Pearson, 2008, 160 p. (ISBN 978-2-7440-9214-5)
- La Photographie numérique de nuit et en faible lumière, Pearson, 2008, 224 p. (ISBN 978-2-7440-9227-5)
- L'Œil du photographe et l'art de la composition, Pearson, 2008, 192 p. (ISBN 978-2-7440-9195-7)
- L'Art de l'exposition  (trad. de l'anglais), Paris, Pearson, 2009, 192 p. (ISBN 978-2-7440-9263-3)
- Le Guide du noir & blanc pour la photo numérique  (trad. de l'anglais), Paris, Pearson, 2009, 224 p. (ISBN 978-2-7440-9282-4)
- Le Guide de la lumière et de l'éclairage en photographie numérique  (trad. de l'anglais), Paris, Pearson, 2009, 224 p. (ISBN 978-2-7440-9283-1)
- L'Esprit du photographe : qu'est-ce qu'une photo réussie ?  (trad. de l'anglais), Paris, Pearson, 2010, 192 p. (ISBN 978-2-7440-9340-1)
- Le Guide tout-terrain du photographe voyageur  (trad. de l'anglais), Paris, Pearson, 2011, 192 p. (ISBN 978-2-7440-9347-0, lire en ligne)
- L'Art de la narration photographique  (trad. de l'anglais), Montreuil, Pearson, 2013, 160 p. (ISBN 978-2-7440-9501-6)

### Voyages
- A guide to Khmer temples in Thailand & Laos, Bangkok, River Books, 1996, 315 p. (ISBN 974-89007-6-2)
- The Spirit of Asia: Journeys to the Sacred Places of the East, Thames & Hudson, 2000,  (ISBN 978-0-500-51023-0)
- Sudan: The Land and the People, Thames & Hudson, 2005,  (ISBN 978-0-500-51257-9)
- Ricelands: The World of South-east Asian Food, Reaktion Books, 2008,  (ISBN 978-1-86189-378-9)